# Klasyfikacja herbicydów HRAC

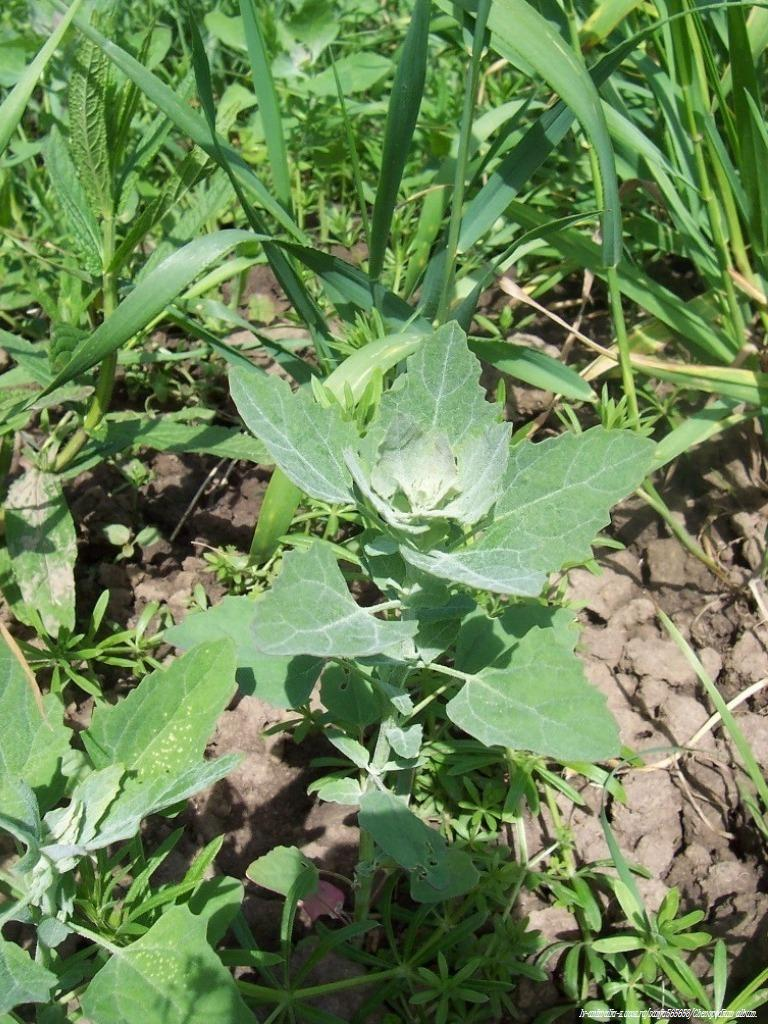
Chenopodium album

Klasyfikacja herbicydów według mechanizmu działania w oparciu o klasyfikację HRAC (ang. Herbicyde Resistance Action Commitee) (stan na 2007r)
Lista jest aktualizowana przez międzynarodową organizację Herbicide Resistance Action Committee (HRAC) skupiającą jednostki badawcze oraz firmy produkujące herbicydy. Głównym celem jest lepsze poznanie, zrozumienie i przeciwdziałanie uodpornianiu się chwastów na herbicydy.

## Wstępne pogrupowanie herbicydów według mechanizmu działania wg HRAC[1]
- inhibitory biosyntezy lipidów grupy: A, K3, N,
- inhibitory biosyntezy aminokwasów grupy: B, G, H,
- inhibitory fotosyntezy grupy: C1, C2, C3, D,
- inhibitory biosyntezy pigmentów grupy: E, F1, F2, F3,
- inhibitory funkcjonowania mikrotubuli i podziałów komórkowych grupy: K1, K2,
- inhibitory biosyntezy celulozy grupa: L,
- syntetyczne auksyny oraz inhibitory transportu auksyn grupy O, L.

## A –inhibitoryfunkcjonowaniakarboksylazy acetylo-CoA(ACCazy)
- pochodne kwasu arylofenoksy propionowego (grupa −fop) – chizalofop-P, dichlofop, fenoksaprop-P, fluazyfop-P, haloksyfop-R, propachizafop. Nie zaaprobowane w Polsce: kolodynafop, cyhalofop[2],
- cykloheksanodiony (grupa −dym) – cykloksydym, kletodym, tepraloksydym, tralkoksydym. Nie zaaprobowane w Polsce: alloksydym, butroksydym, profoksydym, setoksydym[2],
- herbicydy nie sklasyfikowane (grupa −den) – pinoksaden[2]

## B – inhibicja funkcjonowaniasyntezy acetolaktanowej(ALS)
- pochodne sulfonylomocznika – amidosulfuron, chlorosulfuron, flupirsulfuron, foramsulfuron, jodosulfuron, mezosulfuron, nikosulfuron, rimsulfuron, sulfosulfuron, tifensulfuron, triasulfuron, tribenuron, triflusulfuron, tritosulfuron. Nie zaakceptowane w Polsce: azimsulfuron, bensulfuron, chlorimuron, cinosulfuron, cyklosulfamuron, etametsulfuron, etoksysulfuron, lazasulfuron, halosulfuron, imazosulfuron, metsulfuron, oksasulfuron, primisulfuron, prosulfuron, pyrazosulfuron, sulfometuron, trifloksysulfuron[2].
- imidazdoliny – imazamoks. Nie zaaprobowane w Polsce: imazapik, imazametabenz, imazakwin, imazapyr, imazetapyr[2].
- triazolopirymidyny – florasulam, metosulam. Nie zaaprobowane w Polsce: kloransulam, diklosulam, flumetsulam[2].
- pyrimidynylo(tio)benzoaty – Nie zaaprobowane w Polsce: bispyribak, pyribenzoksim, pyriftalid, pyritiobak, pyriminobak[2].
- sulfonyloaminokarbonylotriazolinony – propoksykarbazon. Nie zaaprobowane w Polsce: flukarbazon[2].

## C1 – inhibicjafotosyntezyna poziomiefotosystemu II
- trizayny – prometryna, terbutyloazyna. Nie zaaprobowane w Polsce: ametryna, atrazyna, cyjanazyna, desmetryna, dimetametryna, prometom, propazin, simetryn, symazyna, terbumeton, terbutryna, trietazyna[2].

- triazynony – metamitron, metrybuzyna. Nie zaaprobowane w Polsce: heksazinon[2].
- triazolinony – Nie zaaprobowane w Polsce: amikarbazon[2].
- uracyle – lenacyl. Nie zaaprobowane w Polsce: bromacyl, terbacyl[2].
- pyridazinony – chlorydazon=pirazon[2].
- fenylokarbaminiany – desmedifam, fenmedifam[2].

## C2 – inhibicja fotosyntezy na poziomie fotosystemu II
- pochodne mocznika – chlorotoluron, izoproturon, linuron. Nie zaaprobowane w Polsce: chlorobromuron, chloroksuron, dimefuron, diuron, etidimuron, fenuron, fluometuron (patrz F3), izouron, metabenzotiazuron, metobromuron, metoksuron, monolinuron, neburon, siduron, tebutiuron[2].

- pochodne amidów – Nie zaaprobowane w Polsce: propanil, pentanochlor[2].

## C3 – inhibicja fotosyntezy na poziomie fotosystemu II
- nitryle – bromoksynil. Nie zaaprobowane w Polsce: bromofenoksim, joksynil[2],
- benzotiadiazinony – bentazon[2].
- fenylopirydazyny – Nie zaaprobowane w Polsce: pryridat, pyridafol[2].

## D – zakłócenie funkcjonowaniafotosystemu I
- pochodne dwupirydyli – dikwat. Nie zaaprobowane w Polsce: parakwat[2].

## E – inhibicjaoksydazy protoporfyrinogenowej(PPO)
- dwufenyloetery – bifenoks, oksyfluorfen. Nie zaaprobowane w Polsce: acifluorfen, chlometoksyfen, fuoroglikofen, fomesafen, halosafen, laktofen[2].
- fenylopyrazole – Nie zaaprobowane w Polsce: fluazolat, pyraflufen[2].
- n-fenyloftalimidy – cynidon etylowy. Nie zaaprobowane w Polsce: flumioksazin, flumiklorak-pentyl[2].

- tiazolinony, tiadiazole, pyrimidinodiony, oksazolidinony i inne – karfentazon etylu. Nie zaaprobowane w Polsce: sulfentrazon, flutiacet-metyl, tidiazimin, pentoksazon, profurazol, pyrazogyl[2].

## F1 – inhibicja biosyntezy karotenoidów na poziomie funkcjonowaniadesaturazy fytonowej(PDS)
- pyridazinony – Nie zaaprobowane w Polsce: norflurazon[2].
- pirydynokarboksamidy – diflufenikan. Nie zaaprobowane w Polsce: pikolinafen[2].
- inne – flurochloridon, flurtamon. Nie zaaprobowane w Polsce: beflubutamid, fluridon[2].

## F2 – inhibicja biosyntezy karotenoidów na poziomie4-hydroksyfenylo-pyruwato-dioksygenazy(4-HPPD)
- trójketony – mezotrion. Nie zaaprobowane w Polsce: sulkotrion[2].
- izoksazole – izoksaflutol. Nie zaaprobowane w Polsce: izoksachlortol[2].
- pirazole – Nie zaaprobowane w Polsce: benzofenap, pyrazolynat, pyrazoksyfen[2].
- inne – Nie zaaprobowane w Polsce: benzobicyklon[2].

## F3 – inhibicja biosyntezykarotenoidów(nieznane miejsce działania)
- triazole – Nie zaaprobowane w Polsce: amitrol[2]
- izoksazolidinony – chlamazon[2]
- pochodne mocznika – Nie zaaprobowane w Polsce: flumeturon (patrz C2)[2].
- dwufenyloetery – Nie zaaprobowane w Polsce: aklonifen[2].

## G – inhibicja syntezykwasu 5-endopirogrono-3-fosfoszikimowego(EPSP)
- pochodne glicyny (aminofosfoniany) – glifosat. Nie zaaprobowane w Polsce: sulfosat[2]

## H – inhibicja syntezyglutaminowej
- pochodne kwasu fosfoniowego (fosfoniany) – glufosynat amonu. Nie zaaprobowane w Polsce: bialapos=bilanafos[2].

## I – inhibicjasyntazy dihydropteroatowej(DHP)
- karbaminiany – asulam[2]

## K1 – inhibicja tworzeniamikrotubuli
- dwunitroaniliny – pendimetalina, trifluralina. Nie zaaprobowane w Polsce: benefin=benfluralin, butralin, dinitramin, etalfluralin, oryzalin[2].
- fosforoamidaty – Nie zaaprobowane w Polsce: amiprofos metylu, butamifos[2].
- pyridyny – Nie zaaprobowane w Polsce: ditiopyr, tiazopyr[2].
- benzamidy – propyzamid. Nie zaaprobowane w Polsce: tebutam[2].
- pochodne kwasu benzoesowego – Nie zaaprobowane w Polsce: DCPA = chloral dimetyl[2].

## K2 – inhibicjamitozy/orientacji mikrotubuli
- karbaminiany – chloroprofam. Nie zaaprobowane w Polsce: profam, karbetamid[2].

## K3 – inhibicja biosyntezy kwasów tłuszczowych o długich łańcuchach (VLCFA)
- chloroacetamidy (chloroacetanilidy) – acetochlor, dimetachlor, metazachlor, metolachlor-S, propachlor, propizachlor. Nie zaaprobowane w Polsce: alachlor, butachlor, dimetanamid, pethoksamid, pretilachlor, tenylchlor[2].
- acetamidy – napropamid. Nie zaaprobowane w Polsce: difenamid, naproanilid[2]
- oksyacetamidy – flufenacet. Nie zaaprobowane w Polsce: mefenacet[2].
- tetrazoliny – Nie zaaprobowane w Polsce: fentrazamid[2].
- inne – Nie zaaprobowane w Polsce: anilofos, kafenstrol, piperofos[2].

## L – inhibitory syntezyściany komórkowej(celulozy)
- nitryle – dichlobenyl. Nie zaaprobowane w Polsce: chlortiamid[2]
- benzamidy – Nie zaaprobowane w Polsce: isoksaben[2].
- triazolokarboksamidy – Nie zaaprobowane w Polsce: flupoksam[2].
- pochodne kwasu kwinolinokarboksylowego – Nie zaaprobowane w Polsce: kwinklorek – tylko u roślin jednoliściennych[2].

## M – dezorganizacja błon komórkowych
- pochodne dwunitrofenolu – Nie zaaprobowane w Polsce: DNOC, dinoseb, dinoterb[2].

## N – inhibicja syntezylipidów(niewynikająca z inhibicji ACCazy – jak grupa A)
- tiokarbaminiany – trialat. Nie zaaprobowane w Polsce: cykloat, dimepiperat, EPTC, esprokarb, molinat, orbenkarb, pebulat, prosulfocarb, tiobencarb, tiokarbaz, wernolat[2].
- fosforoditiony – Nie zaaprobowane w Polsce: bensulid[2].
- pochodne benzofuranu – etofumesat. Nie zaaprobowane w Polsce: benfuresat[2].
- kwasy chlorowęglowe – Nie zaaprobowane w Polsce: TCA, dalapon, flupropanat[2].

## O – działanie podobne doauksynyroślinnej –kwasu indolilooctowego(IAA)
- kwasy fenoksykarboksylowe – 2,4-D, dichlorprop-P, MCPA, MCPB, mekoprop, mekoprop-P. Nie zaaprobowane w Polsce: 2,4-DB, dichlorprop, klomeprop[2].
- pochodne kwasu benzoesowego – dikamba. Nie zaaprobowane w Polsce: chloramben, TBA[2].
- pochodne kwasu pyridinokarboksylowego – chlopyralid, fluroksypyr, pikloram, trichlopyr[2].
- pochodne kwasu kwinolinokarboksylowego – Nie zaaprobowane w Polsce: kwinklorak (patrz grupa L)[2].
- inne – Nie zaaprobowane w Polsce: benazolina[2].

## P – inhibicja transportuauksyn
- ftalamidy – Nie zaaprobowane w Polsce: naptalam[2].
- semikarbazony – Nie zaaprobowane w Polsce: diflufenzopyr[2].

## Z – nieznany mechanizm działania
- pochodne kwasu aryloaminopropionowego – Nie zaaprobowane w Polsce: flamprop-M-metyl, flamprop-M-izopropyl[2].

- pochodne pyrazolium – Nie zaaprobowane w Polsce: difenzokwat[2].
- organoarseniany – Nie zaaprobowane w Polsce: DSMA, MSMA[2].
- inne – Nie zaaprobowane w Polsce: bromobutid, (chloro)-flurenol, cinmetylin, dazomet, dymron, metyl-dymron, etobenzanid, fosamin, indanofan metam, kumyluron, kwas oleinowy, kwas pelargoniowy, pyributikarb[2].